# Alloperla biserrata
Alloperla biserrata is een steenvlieg uit de familie groene steenvliegen (Chloroperlidae). De wetenschappelijke naam van de soort is voor het eerst geldig gepubliceerd in 1980 door Nelson & Kondratieff.